# 玉野市

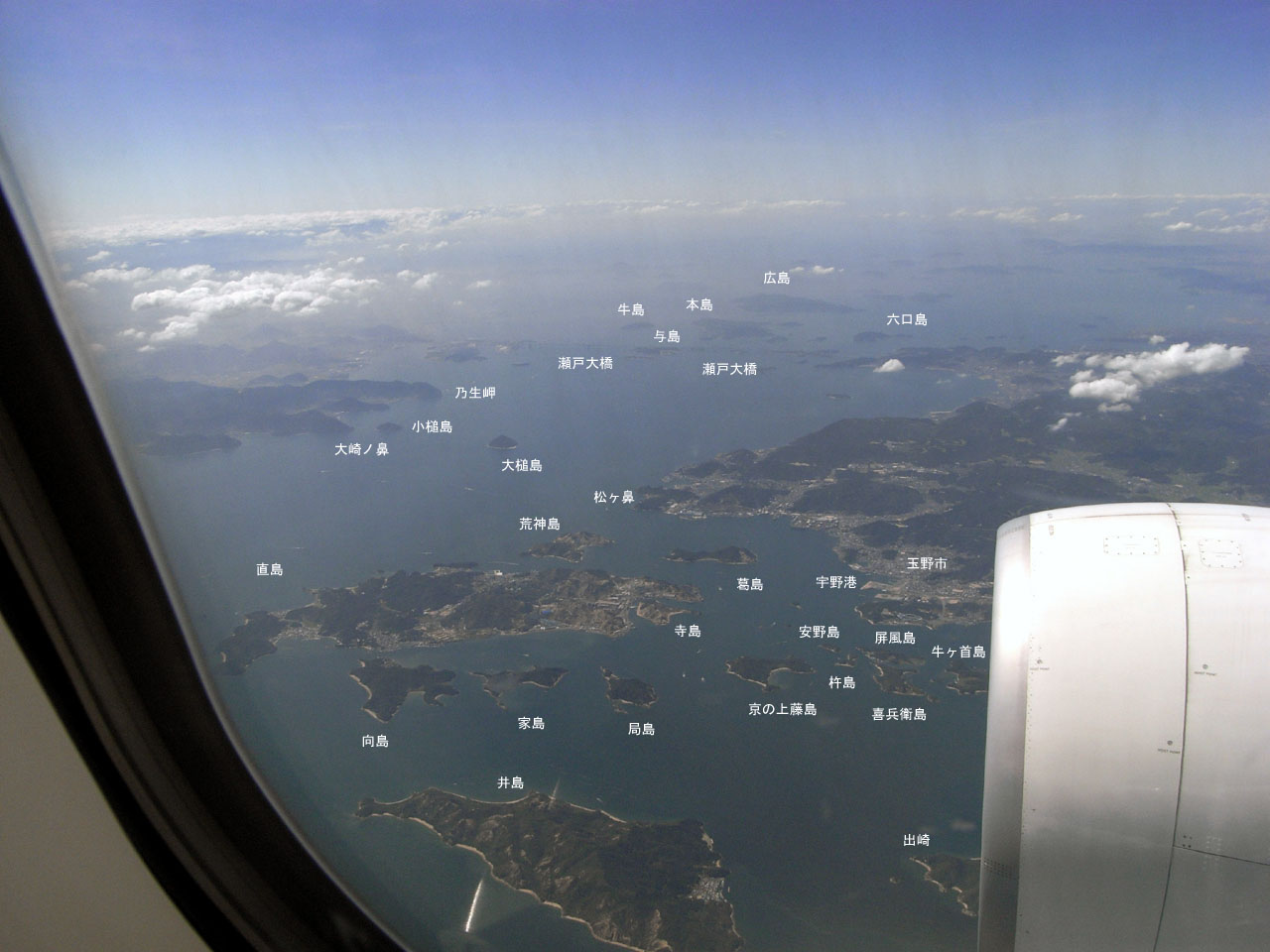
瀬戸内海に面した玉野市

玉野市（たまのし）は、岡山県の南端、瀬戸内海沿岸に位置している市。
港湾都市であり、重要港湾である宇野港より香川県直島・豊島・小豆島方面へのフェリーが出ている。また、宇高連絡船（日本国有鉄道→四国旅客鉄道）や宇高航路のカーフェリーが香川県高松市とを結び、四国への玄関口として栄えた。

## 地理
- 山： 金甲山、貝殻山、十禅寺山、新割山（王子が岳）、神登山
- 河川： 鴨川、汐入川、白砂川
- 湖沼： 児島湖（そのほか玉野市のため池一覧を参照）
- 海： 瀬戸内海（備讃瀬戸）
- 島： 石島、大槌島（主要なもの）

### 気候
| 玉野（1991年 - 2020年）の気候      | 玉野（1991年 - 2020年）の気候 | 玉野（1991年 - 2020年）の気候 | 玉野（1991年 - 2020年）の気候 | 玉野（1991年 - 2020年）の気候 | 玉野（1991年 - 2020年）の気候 | 玉野（1991年 - 2020年）の気候 | 玉野（1991年 - 2020年）の気候 | 玉野（1991年 - 2020年）の気候 | 玉野（1991年 - 2020年）の気候 | 玉野（1991年 - 2020年）の気候 | 玉野（1991年 - 2020年）の気候 | 玉野（1991年 - 2020年）の気候 | 玉野（1991年 - 2020年）の気候 |
| 月                                 | 1月                           | 2月                           | 3月                           | 4月                           | 5月                           | 6月                           | 7月                           | 8月                           | 9月                           | 10月                          | 11月                          | 12月                          | 年                            |
| ---------------------------------- | ----------------------------- | ----------------------------- | ----------------------------- | ----------------------------- | ----------------------------- | ----------------------------- | ----------------------------- | ----------------------------- | ----------------------------- | ----------------------------- | ----------------------------- | ----------------------------- | ----------------------------- |
| 最高気温記録 °C （°F）             | 17.2 (63)                     | 19.8 (67.6)                   | 23.4 (74.1)                   | 29.0 (84.2)                   | 32.3 (90.1)                   | 36.1 (97)                     | 37.1 (98.8)                   | 38.2 (100.8)                  | 37.1 (98.8)                   | 31.5 (88.7)                   | 26.0 (78.8)                   | 20.9 (69.6)                   | 38.2 (100.8)                  |
| 平均最高気温 °C （°F）             | 9.2 (48.6)                    | 9.7 (49.5)                    | 13.0 (55.4)                   | 18.1 (64.6)                   | 22.9 (73.2)                   | 26.0 (78.8)                   | 30.3 (86.5)                   | 32.1 (89.8)                   | 28.6 (83.5)                   | 23.1 (73.6)                   | 17.2 (63)                     | 11.7 (53.1)                   | 20.2 (68.4)                   |
| 日平均気温 °C （°F）               | 5.5 (41.9)                    | 5.8 (42.4)                    | 8.8 (47.8)                    | 13.7 (56.7)                   | 18.5 (65.3)                   | 22.2 (72)                     | 26.3 (79.3)                   | 28.1 (82.6)                   | 24.7 (76.5)                   | 19.0 (66.2)                   | 13.1 (55.6)                   | 7.9 (46.2)                    | 16.1 (61)                     |
| 平均最低気温 °C （°F）             | 2.0 (35.6)                    | 2.0 (35.6)                    | 4.6 (40.3)                    | 9.5 (49.1)                    | 14.6 (58.3)                   | 19.2 (66.6)                   | 23.5 (74.3)                   | 25.2 (77.4)                   | 21.4 (70.5)                   | 15.3 (59.5)                   | 9.2 (48.6)                    | 4.3 (39.7)                    | 12.6 (54.7)                   |
| 最低気温記録 °C （°F）             | −4.0 (24.8)                   | −6.4 (20.5)                   | −5.1 (22.8)                   | 0.1 (32.2)                    | 5.7 (42.3)                    | 10.4 (50.7)                   | 17.5 (63.5)                   | 18.3 (64.9)                   | 11.6 (52.9)                   | 5.8 (42.4)                    | 1.7 (35.1)                    | −3.5 (25.7)                   | −6.4 (20.5)                   |
| 降水量 mm （inch）                 | 35.5 (1.398)                  | 42.9 (1.689)                  | 77.9 (3.067)                  | 78.7 (3.098)                  | 103.1 (4.059)                 | 146.2 (5.756)                 | 152.5 (6.004)                 | 78.3 (3.083)                  | 137.4 (5.409)                 | 97.4 (3.835)                  | 48.4 (1.906)                  | 40.3 (1.587)                  | 1,038.5 (40.886)              |
| 平均降水日数 （≥1.0 mm）           | 5.4                           | 6.5                           | 9.1                           | 9.0                           | 8.8                           | 10.7                          | 9.1                           | 5.6                           | 8.5                           | 7.3                           | 5.9                           | 5.8                           | 91.8                          |
| 平均月間日照時間                   | 158.5                         | 152.4                         | 182.3                         | 202.1                         | 212.7                         | 166.2                         | 203.6                         | 237.8                         | 171.1                         | 179.1                         | 161.6                         | 159.8                         | 2,187.1                       |
| 出典1：Japan Meteorological Agency |                               |                               |                               |                               |                               |                               |                               |                               |                               |                               |                               |                               |                               |
| 出典2：気象庁                      |                               |                               |                               |                               |                               |                               |                               |                               |                               |                               |                               |                               |                               |

## 歴史
- 1702年、漁場争いをきっかけとして備前国と讃岐国の境界線が井島の中央に引かれた。これがそのまま玉野市と香川県直島町の境界線（県境）として引き継がれている。
- 1732年（享保17年）、漁場争いをきっかけとして備前国と讃岐国の境界線が大槌島の中央に引かれた。これがそのまま玉野市と香川県高松市の境界線として引き継がれている。
- 1889年 (明治22年) 6月1日、町村制の施行に伴って児島郡宇野村と玉村が合併して玉野村が発足。
- 1906年 (明治39年) 4月1日、玉野村が旧宇野村と旧玉村に分村。宇野は田井村と合併して宇野村、玉は日比村と合併して日比町となった。
- 1910年（明治43年）6月12日、宇野駅が開業。同時に宇高連絡船運航開始。
- 1917年（大正6年）、児島郡日比町の玉地区において三井物産造船部（三井E&Sの前身）が創業し、人口が急増する。
- 1919年 (大正8年) 1月1日、宇野村が町制施行して宇野町となる。
- 1940年（昭和15年）、宇野町と日比町が合併し、玉野市が誕生した。市名は、日比町の人口的・経済的中心地となっていた地区名の「玉」と、宇野町の「野」を組み合わせて命名された。
- 1945年（昭和20年）4月8日、太平洋戦争下で市内和田の三井造船和田社宅に空襲があり、死傷者20人以上。
- 1947年（昭和22年）12月9日 - 昭和天皇が三井造船玉野製作所などに行幸（昭和天皇の戦後巡幸）[2]。

### 市の沿革年表
- 1940年（昭和15年）8月3日 児島郡宇野町・日比町が合併し市制施行。
- 1950年（昭和25年）8月3日 市制10周年を記念し「玉野市歌」「玉野音頭」を制定。
- 1953年（昭和28年）7月1日 児島郡山田村を編入。
- 1954年（昭和29年）4月1日 児島郡荘内村を編入。
- 1955年（昭和30年）2月1日 児島郡八浜町を編入。
- 1974年（昭和49年）3月20日 児島郡東児町を編入。

## 行政

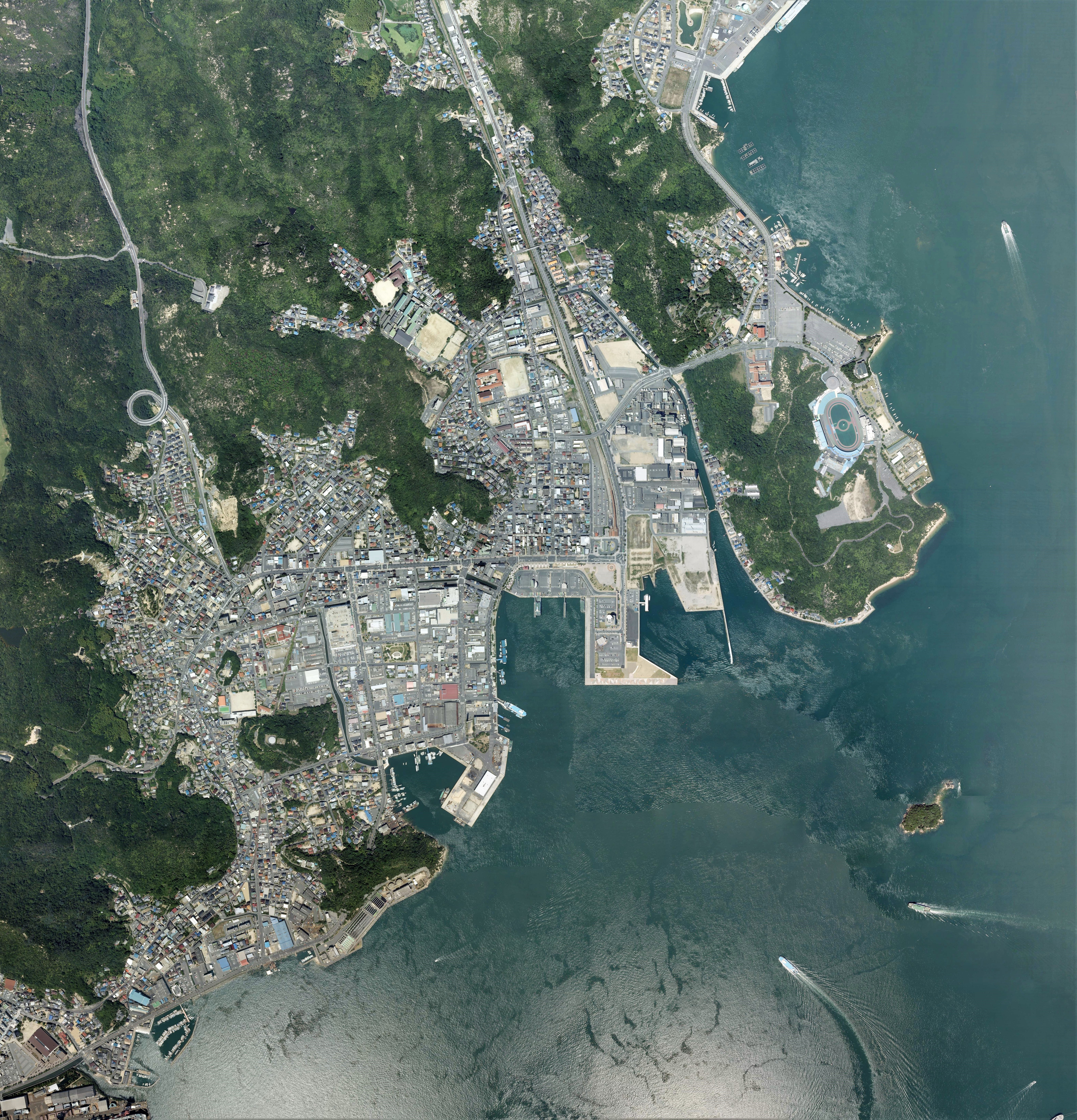
玉野市中心部周辺の空中写真。
2007年8月18日撮影の18枚を合成作成。。

- 市長：柴田義朗（2021年10月29日就任、1期目）

### 市役所・市民センター
所在地名はいずれも玉野市内。
- 玉野市役所：宇野1丁目
- 田井市民センター：田井4丁目
- 玉市民センター：玉5丁目
- 玉原市民センター：玉原2丁目
- 和田市民センター：和田3丁目
- 日比市民センター：日比3丁目
- 荘内市民センター：用吉
- 八浜市民センター：八浜町八浜
- 山田市民センター：山田
- 東児市民センター：梶岡

## 議会

### 市議会
- 定数：19人[3]
- 任期：2023年5月1日 - 2027年4月30日

### 岡山県議会
- 選挙区：玉野市選挙区
- 定数：2人
- 投票日：2023年4月9日
- 当日有権者数：47,908人
- 投票率：49.56％

| 候補者名 | 当落 | 年齢 | 所属党派   | 新旧別 | 得票数  |
| -------- | ---- | ---- | ---------- | ------ | ------- |
| 渡辺直子 | 当   | 46   | 無所属     | 新     | 9,272票 |
| 加藤浩久 | 当   | 61   | 自由民主党 | 現     | 7,187票 |
| 藤原行照 | 落   | 52   | 無所属     | 新     | 7,072票 |

### 衆議院
- 選挙区：岡山2区（岡山市北区の一部、中区、東区の一部、南区の一部、玉野市、瀬戸内市）
- 任期：2021年10月31日 - 2025年10月30日
- 当日有権者数：289,071人
- 投票率：50.42％

| 当落 | 候補者名 | 年齢 | 所属党派   | 新旧別 | 得票数   | 重複 |
| ---- | -------- | ---- | ---------- | ------ | -------- | ---- |
| 当   | 山下貴司 | 56   | 自由民主党 | 前     | 80,903票 | ○    |
|      | 津村啓介 | 50   | 立憲民主党 | 前     | 62,555票 | ○    |

## 経済

### 産業

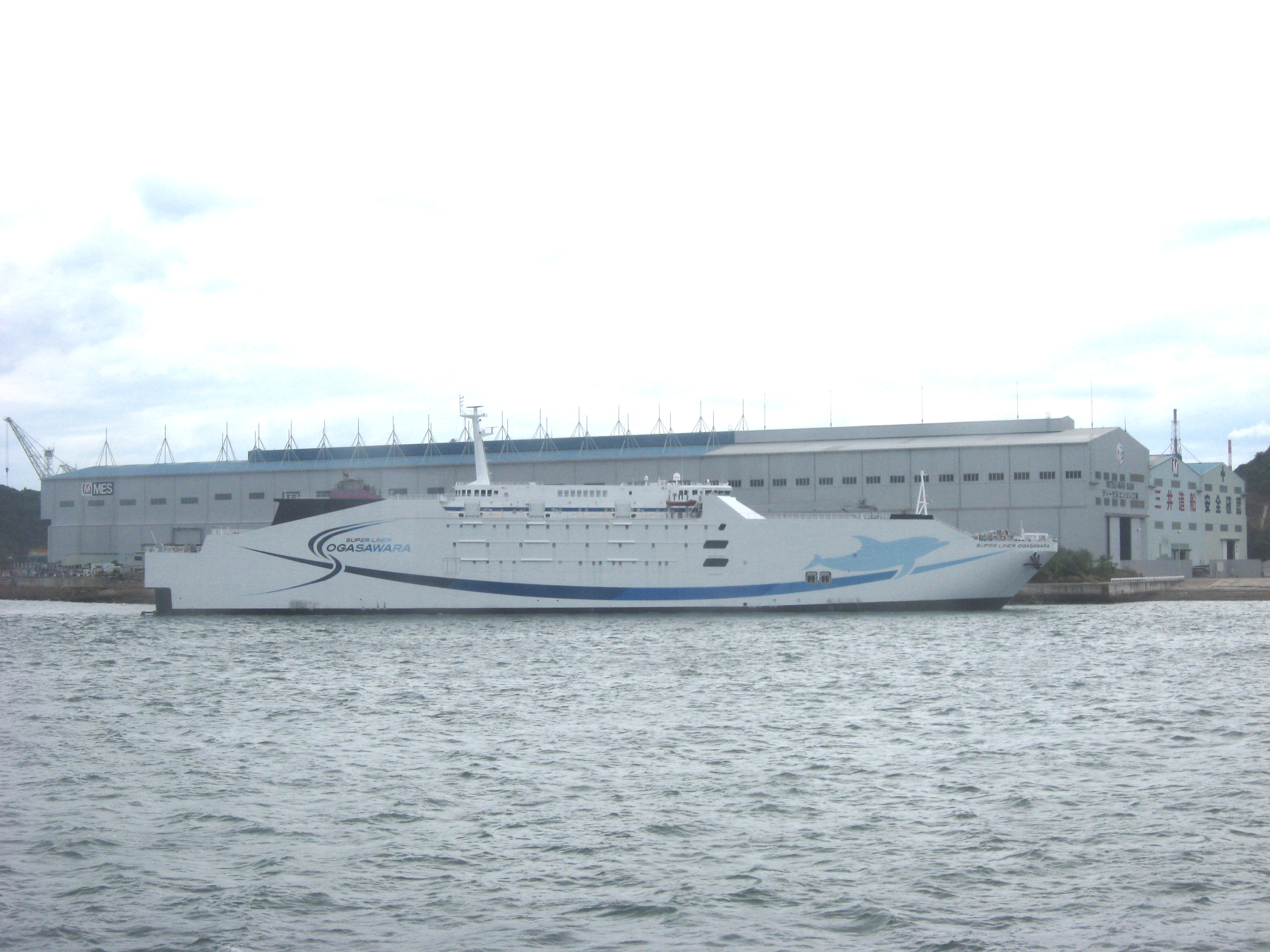
三井E&S造船玉野事業所(現 三菱重工マリタイムシステムズ株式会社)前に係留されていたテクノスーパーライナー

- 造船業： 三菱重工マリタイムシステムズ株式会社（三菱重工業子会社）
- 重工業： 三井E&S（旧三井造船株式会社）玉野事業所
- 金属工業 ： 日比製煉（三井金属鉱業 グループ）日比製煉所
- 製塩業： ナイカイ塩業玉野工場
- 繊維業： トンボ玉野本社工場
- 化学薬品： 北興化学工業 岡山工場
- 製油業： 加藤製油岡山工場
- 蓄電池製造： 株式会社パワーエックス（PowerX, Inc.）

#### 漁業
- 胸上漁港（海苔）
- 八浜漁港（淡水）

#### 農業
- 千両ナス

## 姉妹都市・提携都市

### 国内
- 岡谷市（長野県） - 1980年（昭和55年）10月1日、姉妹都市提携。

### 海外
- 統営市（韓国慶尚南道） - 1981年（昭和56年）8月3日、姉妹都市提携。
- 九江市（中国江西省） - 1996年（平成8年）10月1日、友好都市提携。
- グロスター市（米国マサチューセッツ州） - 2004年（平成16年）7月23日、姉妹都市提携。

## 地域

### 地域区分
玉野市総合計画では市民センター単位で10地域に区分している。
- 田井地域（田井市民センター）
- 宇野・築港地域（中央市民センター）
  - 詳細は宇野も参照。過去に四国の高松市へ宇高連絡船（国鉄→JR四国）が出ていた。また、並行して宇高航路（四国フェリー・宇高国道フェリー・津国汽船[5]のフェリーがあった。
  - 元々は「宇那の浦」と呼ばれる漁村であったが、のちに宇野村（うのそん）という1つの自治体となった。1909年築港が完成し、翌1910年に岡山駅からの鉄道線である宇野線、そして高松への航路である宇高連絡船が開業した[6]。
- 玉・奥玉地域（玉市民センター）
- 玉原地域（玉原市民センター）
- 和田地域（和田市民センター）
- 日比・渋川地域（日比市民センター）
- 荘内地域（荘内市民センター）
  - 2013年（平成25年）4月6日より荘内市民センター施設内に「玉野市児童発達支援センター」併設[7]。
- 八浜地域（八浜市民センター）
- 山田地域（山田市民センター）
- 東児地域（東児市民センター）

### 警察
- 岡山県玉野警察署
  - 宇野駅前交番
  - 玉野マリン交番（玉交番・日比交番・和田交番の3ヶ所が合併。旧和田交番の、道を挟んだ約向かいに新交番を建設）
  - 秀天交番
  - 玉原駐在所
  - 長尾駐在所
  - 田井駐在所
  - 山田駐在所
  - 梶岡駐在所
  - 八浜駐在所

### 消防
- 玉野市消防本部
  - 玉野市消防署
    - 西分署
    - 東分署

### 健康
- 総合病院玉野市立玉野市民病院（現地方独立行政法人玉野医療センター玉野市民病院[8]）
- 岡山赤十字病院玉野分院
- 玉野中央病院
- 玉野三井病院（現地方独立行政法人玉野医療センター玉野三井病院）
- 由良病院

### スポーツ
- 玉野スポーツセンター
- 玉野市民総合運動公園
- 玉野市総合体育館（レクレセンター）

### 人口
| |                                        |  |
| 玉野市と全国の年齢別人口分布（2005年） | 玉野市の年齢・男女別人口分布（2005年） |  |
| ■紫色 ― 玉野市 ■緑色 ― 日本全国 | ■青色 ― 男性 ■赤色 ― 女性              |  |
| 玉野市（に相当する地域）の人口の推移 \| 1970年（昭和45年） \| 73,478人 \| \| \| 1975年（昭和50年） \| 78,516人 \| \| \| 1980年（昭和55年） \| 77,803人 \| \| \| 1985年（昭和60年） \| 76,954人 \| \| \| 1990年（平成2年） \| 73,238人 \| \| \| 1995年（平成7年） \| 71,330人 \| \| \| 2000年（平成12年） \| 69,567人 \| \| \| 2005年（平成17年） \| 67,047人 \| \| \| 2010年（平成22年） \| 64,588人 \| \| \| 2015年（平成27年） \| 60,736人 \| \| \| 2020年（令和2年） \| 56,531人 \| \| |                                        |  |
| 総務省統計局 国勢調査より |                                        |  |
| 1970年（昭和45年） | 73,478人                               |  |
| 1975年（昭和50年） | 78,516人                               |  |
| 1980年（昭和55年） | 77,803人                               |  |
| 1985年（昭和60年） | 76,954人                               |  |
| 1990年（平成2年） | 73,238人                               |  |
| 1995年（平成7年） | 71,330人                               |  |
| 2000年（平成12年） | 69,567人                               |  |
| 2005年（平成17年） | 67,047人                               |  |
| 2010年（平成22年） | 64,588人                               |  |
| 2015年（平成27年） | 60,736人                               |  |
| 2020年（令和2年） | 56,531人                               |  |

### 隣接している自治体・行政区
岡山県
- 岡山市（南区）
- 倉敷市

香川県
- 高松市（大槌島で隣接）
- 香川郡：直島町（井島で隣接）
- 小豆郡：土庄町（海上で隣接）

### 教育

#### 専門学校
- 玉野総合医療専門学校
  - 介護福祉学科（二年制）・保健看護学科（四年制）・理学療法学科（四年制）・作業療法学科（四年制）の4学科。

#### 高等学校
- 岡山県立玉野高等学校
- 岡山県立玉野光南高等学校
- 玉野市立玉野商工高等学校
- 玉野市立玉野備南高等学校

#### 中学校
- 玉野市立宇野中学校
- 玉野市立玉中学校
- 玉野市立日比中学校
- 玉野市立山田中学校
- 玉野市立荘内中学校
- 玉野市立八浜中学校
- 玉野市立東児中学校

#### 小学校
| - 玉野市立田井小学校 - 玉野市立宇野小学校 - 玉野市立玉原小学校 - 玉野市立第二日比小学校 - 玉野市立後閑小学校 - 玉野市立八浜小学校 - 玉野市立胸上小学校 | - 玉野市立築港小学校 - 玉野市立玉小学校 - 玉野市立日比小学校 - 玉野市立山田小学校 - 玉野市立荘内小学校 - 玉野市立大崎小学校 - 玉野市立鉾立小学校 |

## 交通

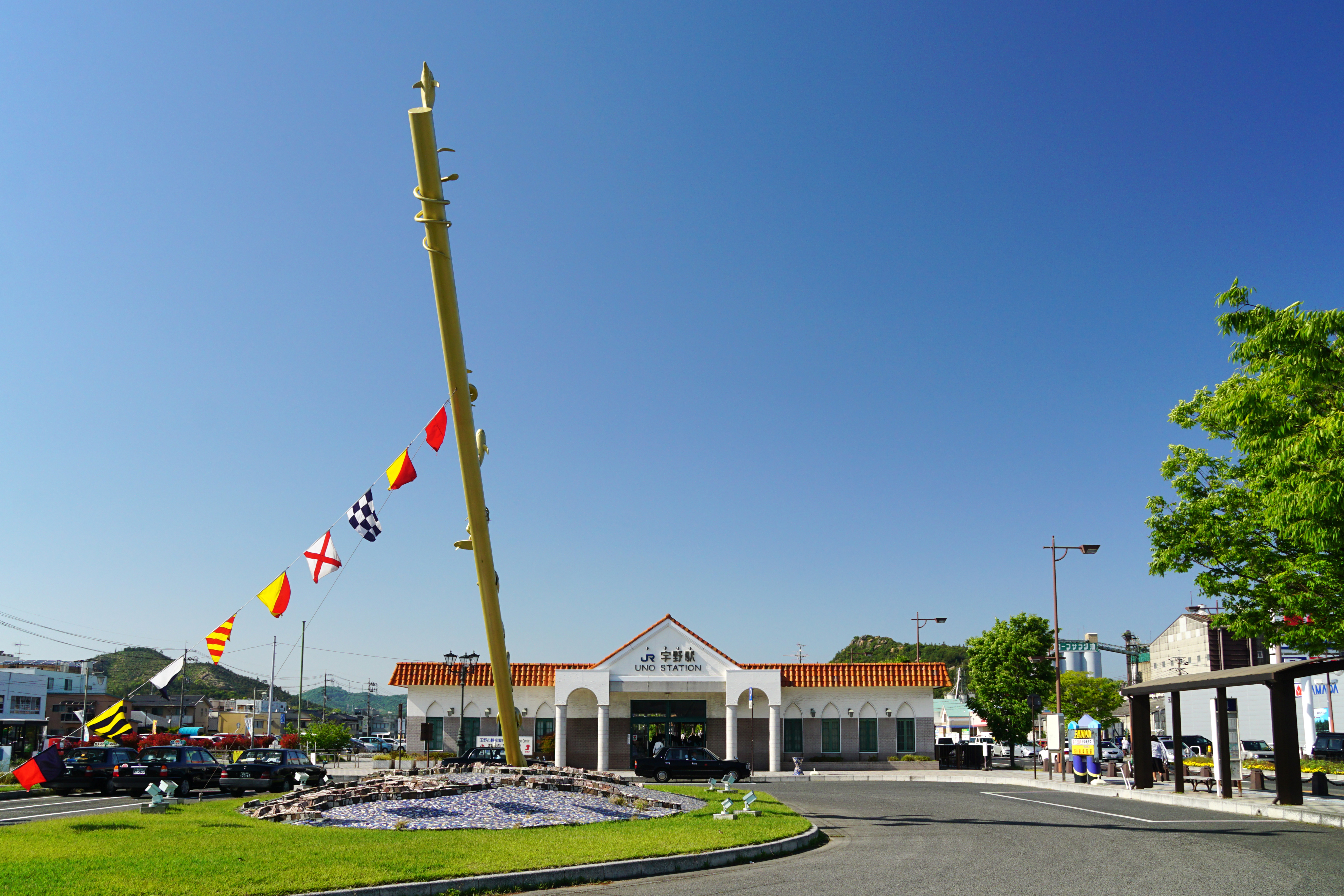
宇野駅

### 鉄道路線
- 中心となる駅：宇野駅

西日本旅客鉄道（JR西日本）
- 宇野線
  - 常山駅 - 八浜駅 - 備前田井駅 - 宇野駅

なお、1953年～1972年には玉野市営電気鉄道も市内に存在した。

### バス
- 両備バス
  - 市内に玉野営業所を設置。岡山市内との間で玉野渋川特急と国道経由の普通便を運行。
- 下津井電鉄
  - 土日祝に児島駅前 - 宇野駅前間で1往復運行
- 玉野市コミュニティバス「シーバス」（両備バス玉野営業所が受託運行）

### 乗合タクシー
- 玉野市乗合タクシー「シータク」（旭自動車が受託運行）

### 道路
一般国道
- 国道30号
- 国道430号

主要地方道
- 岡山県道22号倉敷玉野線
- 岡山県道45号岡山玉野線
- 岡山県道62号玉野福田線
- 岡山県道74号倉敷飽浦線

高速道路を用いて玉野市にアクセスする場合、都窪郡早島町にある早島インターチェンジを利用することになる。

### 港湾
- 宇野港（重要港湾）

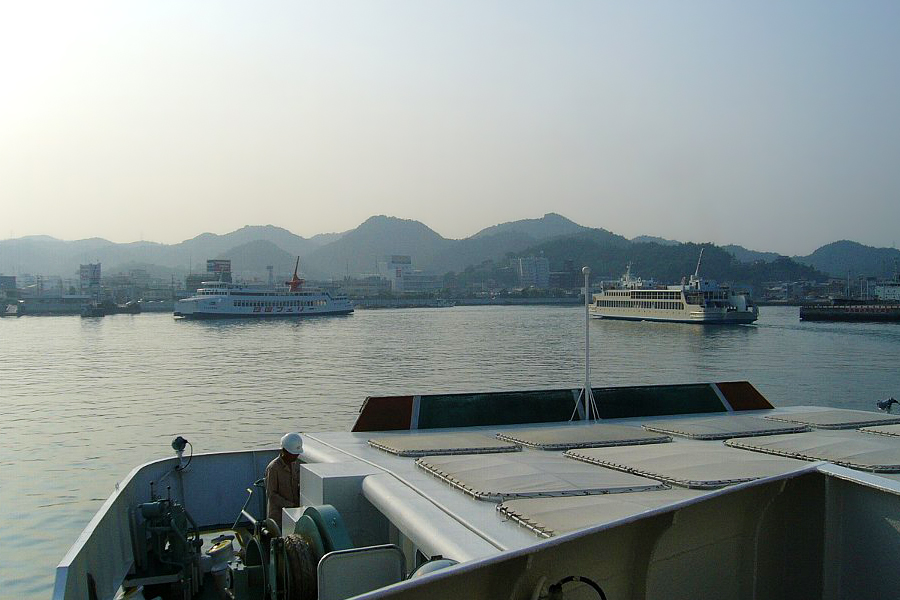
宇野港

  - 田井新港…県下最大の水深12メートル岸壁がある。近くに親水公園もある。
  - 日比港…昔就航していたフェリーのりば跡が残っている。
- 山田港
- 石島港
- 江の浜港

#### 航路
玉野市宇野は漁師町であり港町。航路により四国・高松方面、小豆島、直島など瀬戸内海の離島との航路がある。
- 小豆島、豊島方面
  - 小豆島豊島フェリー：宇野港 - 豊島(家浦港) - 豊島(唐櫃港) - 土庄港（小豆島）
- 直島方面
  - 四国汽船： 宇野港 - 直島（宮浦・本村・風戸）
    - 宮浦航路はフェリーと高速艇、本村航路は高速艇、風戸（せと）航路はフェリー（車なしでの利用不可、過去には津国汽船も運航していた）。

## 郵便

### 集配郵便局
- 玉野郵便局

### 簡易郵便局
- 玉野玉原簡易郵便局（×）

## 名所・旧跡・観光スポット・祭事・催事

### レジャー等

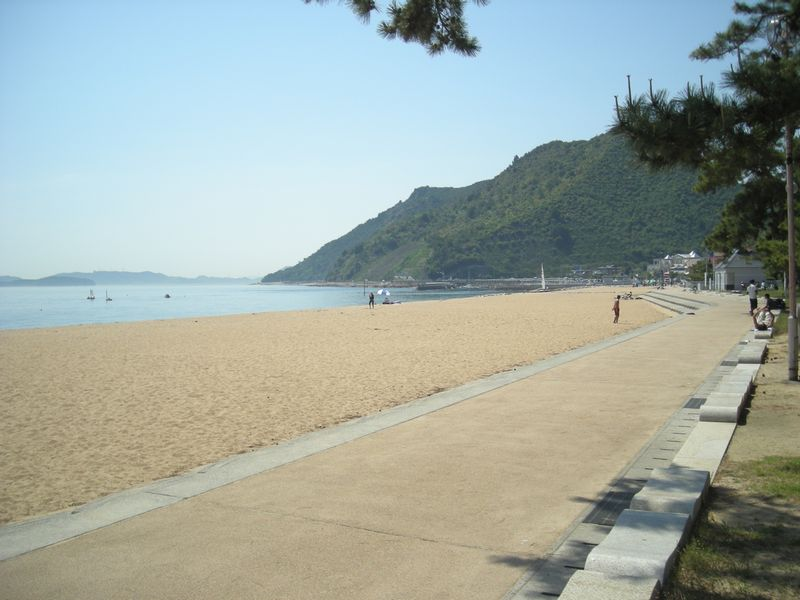
渋川海岸

- 渋川海岸 - 快水浴場百選、日本の渚百選、日本の白砂青松100選
- 瀬戸内温泉 たまの湯
- おもちゃ王国
- 玉野市立海洋博物館（渋川マリン水族館）
- 渋川動物公園
- 玉野競輪場
- 玉野市電保存会が奥玉のすこやかセンターで保存する元玉野市電モハ103号（コトデン760号）電車
- 玉野ゴルフ倶楽部
- 東児が丘マリンヒルズゴルフクラブ
- 瀬戸大橋カントリークラブ

### 観光
- みやま公園・イギリス庭園
- 王子が岳（瀬戸内海が一望でき、花崗岩でのボルダリングが盛ん）[9]
- 藤棚（渋川駐車場周辺）
- 金甲山
- 貝殻山
- 神登山（日比中学区が見渡せる。地上波テレビ中継局の玉野和田局がある。）
- 観音寺展望台（落ちそうで落ちない岩のうえに天空の鳥居。絶景スポット）
- 硯井天満宮（菅原道真が、海岸の砂浜の窪みに水が噴き出しているのを見て、歌を詠んだ場所）

### イベント
- たまの港フェスティバル（5月下旬、宇野港第一突堤）
- 築港夜市（7月下旬、築港商店街一帯）
- 渋川LOVE＆BEACH（7月下旬、渋川海岸）
- 玉野まつり
  - おどり大会（8月上旬、玉野市役所前大通り）
  - 花火大会（8月上旬または11月上旬、休止の年あり、藤井海岸）
- 常山女軍供養祭（8月11日、常山城）
- 精霊供養地踊り仮装大会（8月中旬、日比観音院）
- 玉野みなと芸術フェスタ（9月～11月）
- 宇野港ゆめ市場（毎月第2日曜日（雨天中止なることもある）、シーサイドパーク）
- 宇野港芸術映画座／Uno Port Art Films（8月上旬〜中旬：野外シアター他）

## メディア

### 新聞
- 山陽新聞社玉野支社

### 放送
ケーブルテレビ
- 倉敷ケーブルテレビ玉野支局

地上波テレビ放送
- 玉野市は岡山・香川両県の親局である「岡山局」（金甲山）の膝元であるため、基本的にそこを受信する。ただ、この送信所の近くでは電波が強すぎたり、その他の場所でも金甲山自身が山陰になるなどして良好な受信が困難な場合があり、その場合は近隣の玉野、玉野北、児島などの中継局を受信する。それ以外にもむしろ海を隔てて障害物のない、対岸香川県の高松局や西讃岐局を受信する世帯も数多い。なお、この場合など香川県内の送信所を受信する場合はデジタル・アナログ共にNHKの県域ニュース等エリア番組が岡山県及び中国地方のものでなく、香川県及び四国地方のものとなるので、岡山県内いずれかの局も併せて視聴する必要がある。玉野市内にそれを目的とした中継局は以下の表のうち高松、西讃岐以下の玉野、玉野渋川、玉野田井、宇野などがある。
- 偏波面が「垂直」となっているものについては、アンテナを通常の水平の場合から横に90度回転させることにより、大地に対して素子を垂直に立てる。

| 局名                 | 局名                 | NHK岡山 | NHK岡山 | NHK高松 | NHK高松 | RSK  | OHK  | TSC  | RNC  | KSB  | 出力                         | 偏波面      | 送信 場所            |
| 局名                 | 局名                 | 総合    | 教育    | 総合    | 教育    | RSK  | OHK  | TSC  | RNC  | KSB  | 出力                         | 偏波面      | 送信 場所            |
| デジタルリモコン番号 | デジタルリモコン番号 | 1ch     | 2ch     | 1ch     | 2ch     | 6ch  | 8ch  | 7ch  | 4ch  | 5ch  | 出力                         | 偏波面      | 送信 場所            |
| -------------------- | -------------------- | ------- | ------- | ------- | ------- | ---- | ---- | ---- | ---- | ---- | ---------------------------- | ----------- | -------------------- |
| 岡山                 | デジタル             | 32ch    | 45ch    | 24ch    | 13ch    | 21ch | 27ch | 18ch | 20ch | 30ch | NHK岡山・民放2kW NHK高松200W | 水平        | 金甲山               |
| 岡山                 | アナログ             | 5ch     | 3ch     | -       | -       | 11ch | 35ch | 23ch | 9ch  | 25ch | V10kW/U20kW                  | 水平        | 金甲山               |
| 玉野和田             | デジタル             | 32ch    | 45ch    | -       | -       | 48ch | 47ch | 46ch | 50ch | 49ch | 0.3W                         | 水平        | 神登山 （和田3丁目） |
| 玉野和田             | アナログ             | 56ch    | 58ch    | -       | -       | 62ch | 60ch | 43ch | 44ch | -    | 3W                           | 水平        | 神登山 （和田3丁目） |
| 玉野用吉             | アナログ             | 58ch    | 56ch    | -       | -       | 62ch | 54ch | 48ch | 52ch | 50ch | 3W                           | 垂直        | 常山                 |
| 児島                 | デジタル             | 32ch    | 45ch    | -       | -       | 21ch | 47ch | -    | 15ch | 49ch | 3W                           | 水平        | 神道山               |
| 児島                 | アナログ             | 1ch     | 12ch    | -       | -       | 7ch  | 61ch | -    | 59ch | 56ch | V10W/U30W                    | V垂直/U水平 | 神道山               |
| 高松                 | デジタル             | -       | -       | 24ch    | 13ch    | 21ch | 27ch | 18ch | 15ch | 17ch | NHK1kW/民放500W              | 水平        | 前田山               |
| 高松                 | アナログ             | -       | -       | 37ch    | 39ch    | 29ch | 31ch | 19ch | 41ch | 33ch | NHK10kW/民放5kW              | 水平        | 前田山               |
| 西讃岐               | デジタル             | -       | -       | 24ch    | 13ch    | 21ch | 28ch | 18ch | 15ch | 17ch | 100W                         | 水平        | 大麻山               |
| 西讃岐               | アナログ             | -       | -       | 44ch    | 40ch    | 48ch | 52ch | 46ch | 50ch | 42ch | 3kW                          | 水平        | 大麻山               |
| 玉野                 | アナログ             | 53ch    | 51ch    | -       | -       | 49ch | 57ch | -    | -    | -    | 3W                           | 水平        | 玉6丁目              |
| 玉野渋川             | アナログ             | 38ch    | 57ch    | -       | -       | 14ch | -    | -    | -    | -    | 1W                           | 垂直        | 渋川1丁目            |
| 玉野田井             | アナログ             | 51ch    | -       | -       | -       | -    | 49ch | -    | -    | 47ch | 1W                           | 垂直        | 田井2丁目            |
| 宇野                 | アナログ             | 61ch    | 59ch    | -       | -       | -    | -    | -    | -    | -    | 0.5W                         | 水平        | 宇野2丁目            |

FMラジオ放送
- NHK岡山FM： 88.7MHz（岡山局 出力1kW）
- FM岡山： 76.8MHz（岡山局 出力1kW）
- 岡山シティエフエム： 79.0MHz（岡山局 出力20W）
- エフエムくらしき： 82.8MHz（倉敷局 出力20W、児島局 出力10W）
- RSKラジオ（ワイドFM）：91.4MHz（岡山局 出力700W）

AMラジオ放送
- NHK岡山第1放送： 603kHz（岡山局 出力5kW）
- NHK岡山第2放送： 1386kHz（岡山局 出力5kW）
- RSKラジオ：1494kHz（岡山局 出力10kW）

その他受信可能な県外局
- ラジオ関西： 558kHz（神戸局 出力20kW）
- 朝日放送ラジオ： 1008kHz（大阪局 出力50kW）
- MBSラジオ： 1179kHz（大阪局 出力50kW）
- 西日本放送ラジオ： 1449kHz（高松局 出力5kW）
- エフエム香川： 78.6MHz（高松局 出力1kW）
- 西日本放送ラジオ（ワイドFM）： 90.3MHz（高松局 出力1kW）

## 通信
- 市外局番は、0863である。
  - なお、2013年5月1日00:10までは玉野市と岡山市南区灘崎地区（植松の一部を除く）は市外局番は異なる（灘崎地区には市外局番の末尾に6がついている）が、同一区域（玉野MA）のため、市内料金（NTT西日本の場合は3分8.925円）で通話できた。
  - 現在は、岡山市南区灘崎地区（植松の一部を除く）は岡山MAに編入（市外局番の末尾36が市内局番の頭に移動）され、同一区域ではなくなった。

- 玉野MA
  - 0863（市内局番20~59、66、70~89）玉野市
- 岡山MA
  - 086（市内局番362~365、367~369）岡山市南区（灘崎地区（植松の一部を除く））

## 電気
才賀藤吉が1911年（明治44年）8月に事業許可を受け、9月に東児島電気を設立。発電所（瓦斯力、出力60kw）を宇野村に建設し、1912年（明治45年）7月に事業開始。供給区域は児島郡日比町、灘崎村、八浜町、甲浦村、小串村、鉾立村、山田村、胸上村、宇野村、荘内村。1920年（大正9年）11月備作電気に事業譲渡。

## 玉野市出身の著名人
- 淵上旭江（江戸時代の絵師）
- 大島渚（映画監督）
- 青井舒一 (元東芝社長・会長)
- 井上硬（京都大学医学部名誉教授）
- 治山正次（はるやま商事創業者)
- 大賀昭司（大黒天物産創業者・社長）
- 高嶋哲夫（小説家、映画「ミッドナイトイーグル」原作者）
- 小島弘章（お笑いコンビ「オーケイ」）
- 岡山祐児（お笑いコンビ「オーケイ」）
- 高原亮治（元厚生労働省健康局長、元上智大学教授）
- 北窓隆子（厚生労働省関東信越厚生局長、元新潟県副知事）
- 土屋賢二（哲学者、お茶の水女子大学名誉教授）
- 浮田幸吉（表具師、江戸時代手製グライダーで滑空した、別名「鳥人幸吉」）
- いしいひさいち（漫画家） - 『ののちゃん』の舞台「たまのの市」は玉野市がモデルとされる（当初は漠然としていたが、次第に地理的特性が詳しくなり、岡山弁を使う登場人物が増えるなど明確化してきた。）
- 一条ゆかり（漫画家）
- 寺田克也（漫画家）
- 井野川利春（元プロ野球選手）
- 岡義朗（元プロ野球選手）
- 八木裕（元プロ野球選手）
- 難波幸治（元プロ野球選手）
- 井上勝弘（NHKプロデューサー）
- 井上あさひ（NHKアナウンサー）
- 多賀公人（フリーアナウンサー・元瀬戸内海放送アナウンサー[13]）
- 小林淳子（北日本放送アナウンサー）
- 小橋正義（競輪選手）
- 豊田知之（競輪選手）
- 三宅愛梨（女子競輪選手）
- 三宅玲奈（女子競輪選手）
- 三宅勝彦（競輪選手）
- 三宅伸（競輪選手）
- 宅麻伸（俳優）
- 杉浦太陽（俳優　育ちは大阪府寝屋川市）
- 筒井萌子 (女優)
- 藤原浩 (食文化研究家フードアナリスト)
- 藤原あずさ（広島市のローカルタレント、元STU48）
- Maaya Wakasugi（書道家・フランスを拠点）
- 大塚展生（元芦屋市議会議員、元朝日放送アナウンサー）

## 玉野市観光大使
- 初代：ナ酒渚（元お笑いコンビ「尼神インター」）[14]

## 玉野ほほえみマリン大使（旧ミスマリンたまの）
- 中島　沙記（第30代）（2024年 - 2026年）
- 上田　遥香（第31代）（2025年 - 2027年）[15]

## イメージキャラクター
2010年の市制70周年を記念して、玉野市出身の漫画家いしいひさいちの漫画の登場人物である「ののちゃん」が玉野市の公式イメージキャラクターに就任した。着ぐるみも制作され、ご当地キャラクターイベント等では他の自治体のマスコットキャラクター（ゆるキャラ）と同じ扱いで出演している。さらに、「広報たまの」では特別編『たまのののののちゃん』を連載中。
地元の商店街では、「ののちゃんが住む町」として町おこしを行っており、いしいの描いた漫画原画等を展示する「いしいひさいち展覧会」も常設されている。